# HPV
Human papillomavirus (HPV) er en seksuelt overført virus. Der er over 100 forskellige typer human papillomavirus (HPV), som kan give infektion. Nogle typer er årsag til godartede sygdomme som hudvorter og kønsvorter, mens andre typer er årsag til cancer. Den hyppigste kræftform forårsaget af HPV er livmoderhalskræft.